# Maamme
Maamme (hay tiếng Thụy Điển là: Vårt land dịch sang tiếng Việt có nghĩa là Vùng đất của chúng ta) là quốc ca của Phần Lan. Paavo Cajander được cho là tác giả của lời bài hát.
Giai điệu của quốc ca Phần Lan cũng được sử dụng làm phần nhạc cho bài thánh ca "Việt Nam ca"

## Lời gốc

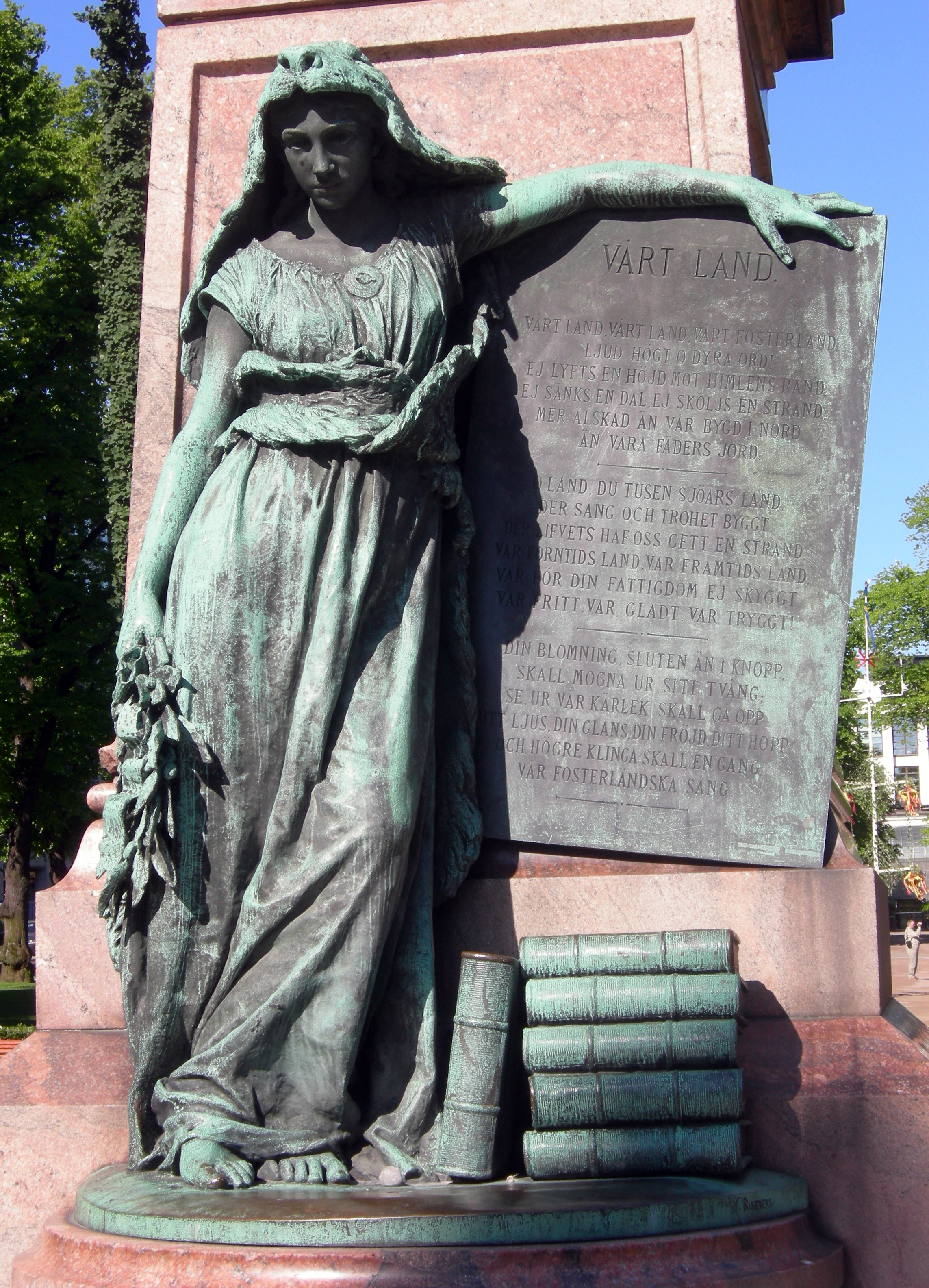
Lời tiếng Thụy Điển của bài hát Maamme trên bệ tượng Johan Ludvig Runeberg tại công viên Esplanadi ở Helsinki, do nhà điêu khắc Walter Runeberg thực hiện vào năm 1885.

### Lời 1, thường được sử dụng
Oi maamme, Suomi, synnyinmaa,
soi, sana kultainen!

Ei laaksoa, ei kukkulaa,
ei vettä, rantaa rakkaampaa,
kuin kotimaa tää pohjoinen,
maa kallis isien.

### Lời 2
On maamme köyhä, siksi jää,
jos kultaa kaivannet.
Sen vieras kyllä hylkäjää,
mut meille kallein maa on tää,
sen salot, saaret, manteret
ne meist on kultaiset.

### Lời 3
Ovatpa meille rakkahat
koskemme kuohuineen,
ikuisten honkain huminat,
täht´yömme, kesät kirkkahat,
kaikk´kuvineen ja lauluineen
mi painui sydämeen.

### Lời 4
Täss auroin, miekoin, miettehin
isämme sotivat,
kum päivä piili pilvihin
tai loisti onnen paistehin,
täss Suomen kansan vaikeimmat
he vaivat kokivat.

### Lời 5
Tään kansan taistelut ken voi
ne kertoella, ken?
Kun sota laaksoissamme soi,
ja halla näläntuskan toi,
ken mittasi sen hurmehen
ja kärsimykset sen?

### Lời 6
Täss on sen veri virrannut
hyväksi meidänkin,
täss iloaan on nauttinut
ja murheitansa huokaillut
se kansa, jolle muinaisin
kuormamme pantihin.

### Lời 7
Tääll´olo meill on verraton
ja kaikki suotuisaa,
vaikk onni mikä tulkohon,
maa isänmaa se meillä on.
Mi maailmass on armaampaa
ja mikä kallimpaa?

### Lời 8
Ja tässä, täss´ on tämä maa,
sen näkee silmämme.
me kättä voimme ojentaa
ja vettä rantaa osoittaa
ja sanoa: kas tuoss´ on se,
maa armas isäimme.

### Lời 9
Jos loistoon meitä saatettais
vaikk´ kultapilvihin,
mis itkien ei huoattais,
vaan tärkein riemun sielu sais,
ois tähän köyhään kotihin
haluamme kuitenkin.

### Lời 10
Totuuden, runon kotimaa
maa tuhatjärvinen
miss´ elämämme suojan saa,
sa muistojen, sa toivon maa,
ain ollos, onnees tyytyen,
vapaa ja iloinen.

### Lời 11
Sun kukoistukses kuorestaan
se kerran puhkeaa,
viel lempemme saa hehkullaan
sun toivos, riemus nousemaan,
ja kerran, laulus synnyinmaa
korkeemman kaiun saa.

## Lược dịch tiếng Việt
Ôi Phần Lan - Tổ quốc ta

Tên gọi thiêng liêng, tự hào biết bao

Không một ngọn đồi, không một thung lũng nào

Không một bờ biển, không một dòng sông nào

Thân thương hơn mảnh đất phương Bắc của chúng ta

Thân thương hơn quê cha đất tổ của chúng ta

### Lời 11
Ngày huy hoàng của Người rồi sẽ đến

Và tỏa sáng muôn nơi

Niềm hân hoan và hy vọng của Người

Sẽ đong đầy trong tình yêu của chúng ta

Và bài ca của Người, Đất Mẹ hỡi

Sẽ vang mãi khắp thế gian